# Cramant
Cramant ist eine französische Gemeinde mit 877 Einwohnern (Stand 1. Januar 2022) im Département Marne in der Region Grand Est. Sie gehört zum Arrondissement Épernay und zum Kanton Épernay-2.
Cramant gehört zur Region Côte des blancs, d. h. dem fast ausschließlich mit weißen Trauben der Sorte Chardonnay bepflanzten Gebiet in der Champagne (Ausnahme: Vertus). Die hieraus erzeugten Champagner dürfen sich daher Blanc de Blancs nennen. Cramant ist im Norden das Tor zur Côte, der erste Ort, den man von Épernay kommend erreicht.

## Bevölkerungsentwicklung
| Jahr      | 1962 | 1968 | 1975 | 1982 | 1990 | 1999 | 2008 | 2018 |
| Einwohner | 1013 | 981  | 973  | 977  | 955  | 922  | 889  | 887  |

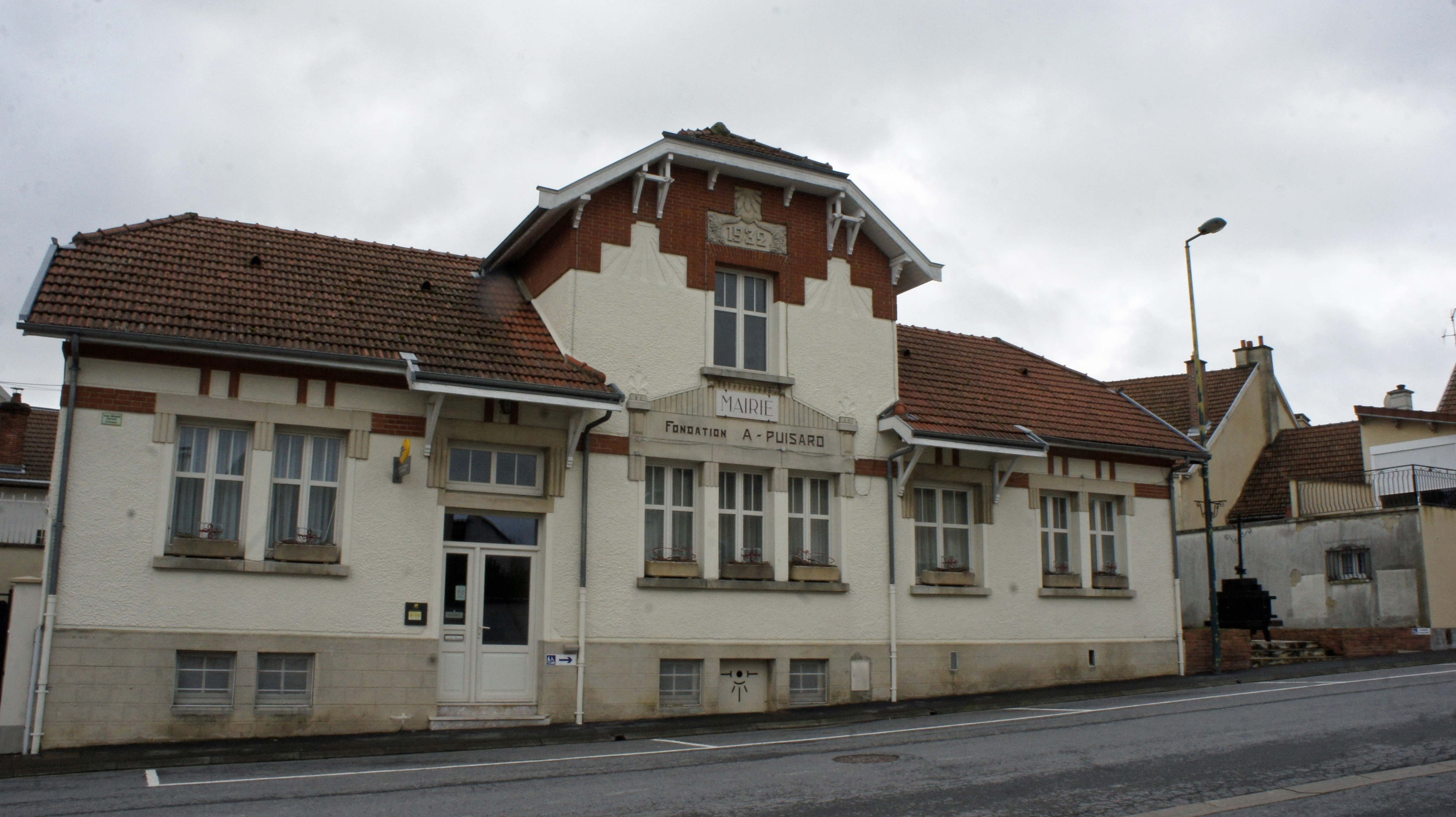
Mairie Cramant
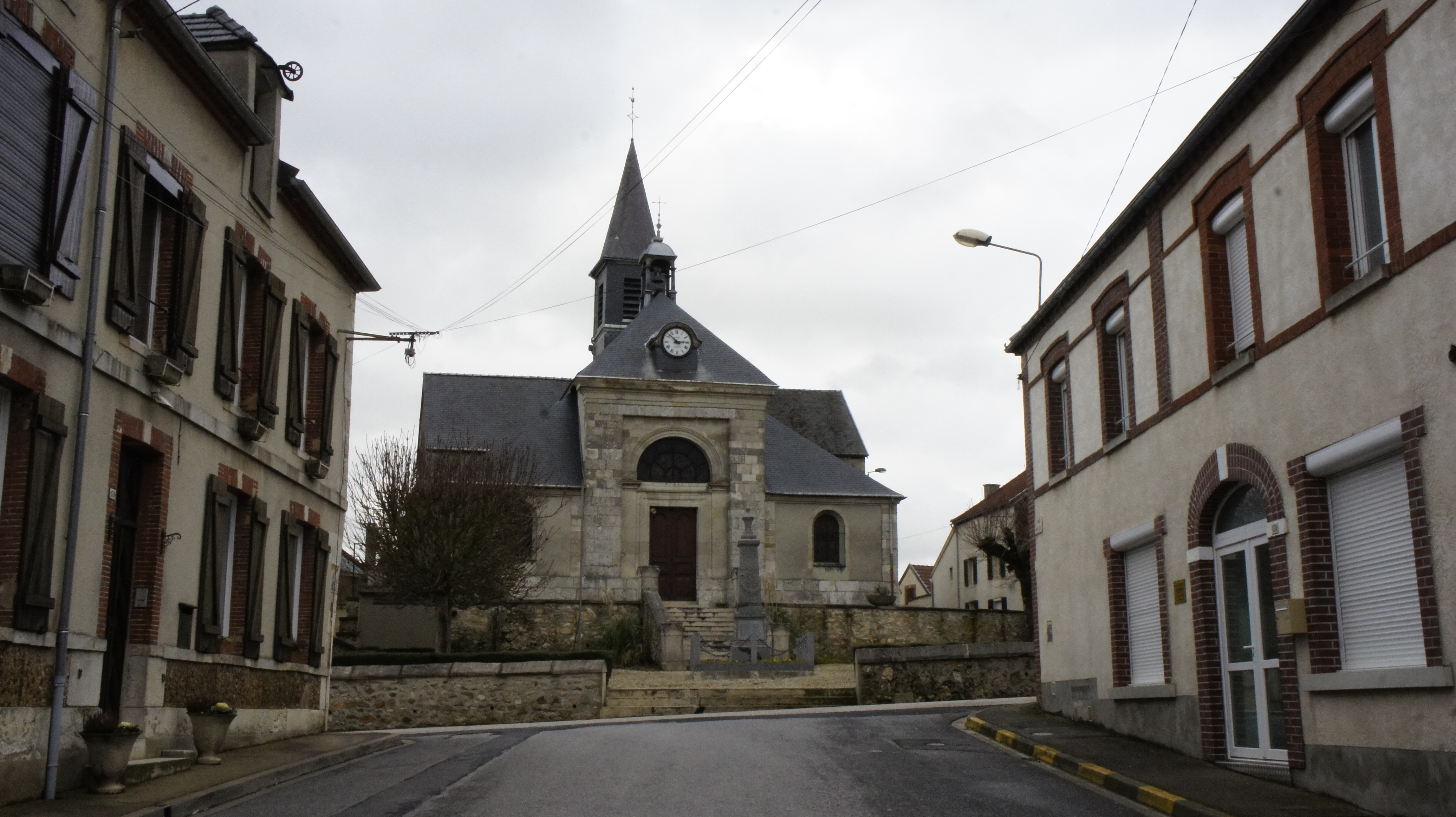
Kirche Saint-Gibrien